# Zooloretto
Zooloretto er et brætspil designet af Michael Schacht, udgivet i 2007 af Abacus Spiele. Spillets udgangspunkt er, at hver spiller ejer en zoologisk have og skal samle dyr til dette for at få størst muligt publikum på besøg. Derigennem scores der point, som afgør, hvem der vinder spillet. Ved at have fyldte eller næsten fyldte bure får man flere point, men har man for mange dyr, skal nogle af dem sættes i en "lade", hvorved man mister point. Man kan handle med stalde, hvilket kan være med til at sikre én flere point. Den metode, hvormed spilleren anskaffer sig dyrene, er baseret på mekanismerne i kortspillet Coloretto, som også er skabt af Michael Schacht. 
Zooloretto blev valgt til Spiel des Jahres i 2007.